# Decastar 2016
Decastar 2016 – 40. edycja mityngu lekkoatletycznego w konkurencjach wielobojowych rozegrany 17 i 18 września we francuskim Talence. Zawody były ostatnią odsłoną cyklu IAAF Combined Events Challenge w sezonie 2016.

## Rezultaty
| Konkurencja:           | 1. miejsce       | Rezultat  | 2. miejsce         | Rezultat  | 3. miejsce    | Rezultat  |
| Dziesięciobój mężczyzn | Ołeksij Kasjanow | 8077 pkt. | Marcel Uibo        | 8071 pkt. | Pierce Lepage | 8027 pkt. |
| Siedmiobój kobiet      | Nadine Broersen  | 6377 pkt. | Yorgelis Rodríguez | 6373 pkt. | Claudia Rath  | 6310 pkt. |